# Joseph Gaultier de la Vallette
Joseph Gaultier de la Vallette, né le 24 novembre 1564 à Rians et mort le 1er décembre 1647 à Aix-en-Provence, est un astronome français.

## Biographie
Fils de Sufren de Gaultier et d'Anne de Flotte, Prieur de la Valette fait ses humanités à Aix, où il obtient le grade docteur en théologie. Il est nommé vicaire général d'Aix et devient l'ami de Peiresc, qu'il ne quitte que rarement. Par lui, il rencontre Pierre Gassendi et correspond avec Galilée, qu'il rencontre à Padoue. Il observe avec Peiresc les lunes de Jupiter en novembre 1610 (un mois après Thomas Harriot) et demeure le second astronome, après Peiresc, à observer la nébuleuse d'Orion. Lié avec Ismaël Boulliau, il participe au débat entre Pierre Hérigone et Jean-Baptiste Morin de Villefranche, prenant le parti de ce dernier.
Sa vie a été occupée par la détermination de la distance Terre-Soleil, Il y échoue, suivant les méthodes insuffisantes de Ptolémée (la première détermination correcte est le fait de Jean-Dominique Cassini). Il rectifie cependant à ce propos quelques erreurs de Philippe de Lansberge et de Ptolémée.
À sa mort, il légua ses instruments à son neveu, Honoré Gaultier, autre astronome provençal.